# Бабинец (река)
Бабинец (Бобинец) — река в Брянской области России, протекает по Унечскому и Стародубскому районам. Длина реки — 27 км, по другим данным — 28 км. Площадь водосборного бассейна — 137 км².
Исток реки у села Гаськово. Впадает в реку Вабля южнее Десятухи на расстоянии 36 км от её устья по правому берегу. Река проходит через такие сёла как Гаськово, Сергеевск, Крапивна, Мохоновка, Мытничи, Шкрябино, Мадеевка а также город Стародуб. Имеет 7 притоков длиной менее 10 км. Наиболее значительные притоки — ручьи Березовка и Песоченка (оба правые). В границах Стародуба образовано одноимённое водохранилище площадью 0,45 км². Кроме того в русле реки образован ряд прудов, крупнейший в селе Мохновка.
На левом берегу реки располагался «детинец» древней Стародубской крепости.
Название реки Бабинец (Бобинец) о слова babanyti — бить, колотить, лить воду, «гидронимы с корнем баб-, bab-/bob- широко представлены и в Поднепровье».

## Данные водного реестра
По данным государственного водного реестра России относится к Днепровскому бассейновому округу, водохозяйственный участок реки — Десны ниже ниже города Брянска. Речной бассейн реки — Днепр (российская часть бассейна).
Код объекта в государственном водном реестре — 04010001112199000000220.